# 820 Адријана
820 Адријана (енгл. 820 Adriana) је астероид главног астероидног појаса са пречником од приближно 58,65 .
Афел астероида је на удаљености од 3,291 астрономских јединица (АЈ) од Сунца, а перихел на 2,970 АЈ.
Ексцентрицитет орбите износи 0,051, инклинација (нагиб) орбите у односу на раван еклиптике 5,937 степени, а орбитални период износи 2023,307 дана (5,539 година).
Апсолутна магнитуда астероида је 11,00 а геометријски албедо 0,020.
Астероид је откривен 30. марта 1916. године.